# S/2003 J 16
S/2003 J 16 – mały księżyc Jowisza. Został odkryty przez grupę astronomów kierowaną przez Bretta J. Gladmana. Zalicza się go do grupy Ananke.
Jest jednym z 23 księżyców Jowisza odkrytych w 2003 roku, po 24 latach od chwili przelotu przez system tej planety sondy Voyager 2.